# 8294 Takayuki
A 8294 Takayuki (ideiglenes jelöléssel 1992 UM3) a Naprendszer kisbolygóövében található aszteroida. Endate Kin és Vatanabe Kazuró fedezte fel 1992. október 26-án.